# Vestas

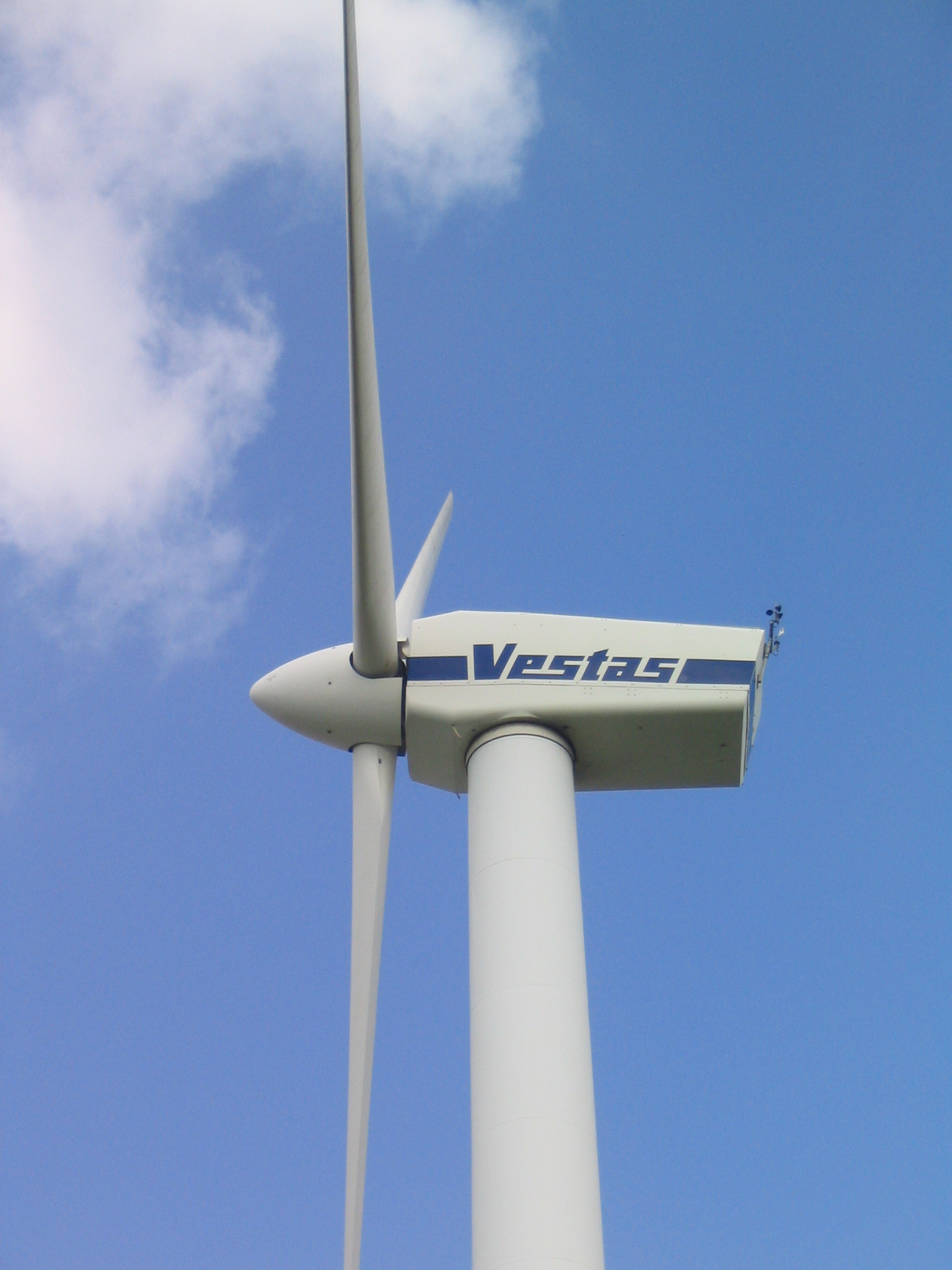
Một tuốc bin gió của Vestas

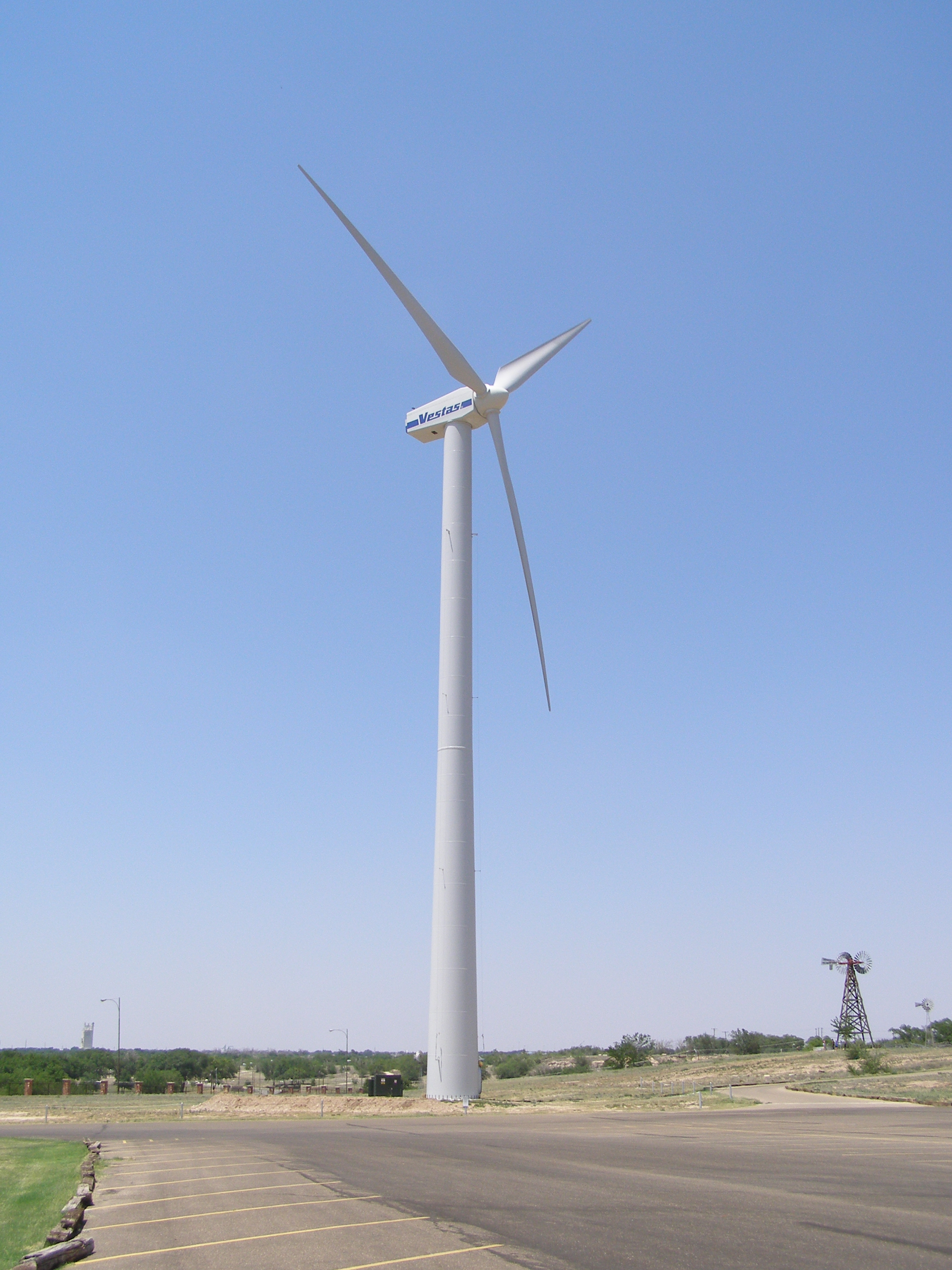
Tuốc bin gió V47-660kW của Vestas ở Trung tâm Năng lượng gió Hoa Kỳ ở Lubbock, Texas

Vestas, hoặc Vestas Wind Systems, là công ty sản xuất tuốc bin gió lớn nhất trên thế giới, chiếm 28% thị phần. Công ty có các nhà máy ở Đan Mạch, Đức, Ấn Độ, Ý, Anh, Tây Ban Nha, Thụy Điển, Na Uy, Úc, Trung quốc và Windsor, (Colorado, Hoa Kỳ) và sử dụng hơn 20.000 nhân viên trên toàn cầu.
Sau kỳ bán hàng ế ẩm năm 2005, Vestas đã phục hồi và được bầu là Công ty xanh hàng đầu năm 2006. Tháng 12 năm 2008, Vestas loan báo việc mở rộng chủ yếu Tổng hành dinh Bắc Mỹ của hãng ở Portland, Oregon. Cuối năm 2008 công ty cũng loan báo việc mở rộng hãng sản xuất ở Colorado.

## Lịch sử
Vestas là một công ty của Đan Mạch chuyên thiết kế, sản xuất, bán, lắp đặt và vận hành các tuốc bin gió.
Năm 1898, H.S. Hansen lập ra hãng Vestas ở Lem gần Ringkøbing (tây Jutland), ban đầu là một xưởng rèn. Năm 1928 hãng bắt đầu sản xuất khung cửa sổ bằng thép. Việc sản xuất thuận lợi, cho tới khi thế chiến thứ hai xảy ra thì thiếu nguyên liệu.
Sau chiến tranh, người con trai - Peder Hansen - lập ra công ty "VEstjysk STålteknik A/S", viết tắt là Vestas (Công ty cổ phần Kỹ thuật Thép miền tây Jutland), sản xuất các dụng cụ gia đình. Sau đó công ty sản xuất các máy móc, trang thiết bị nông nghiệp vào năm 1950, intercooler (bộ tản nhiệt) năm 1956, cần cẩu vận hành bằng thủy lực năm 1968, và bắt đầu sản xuất tuabin gió từ năm 1979.
Năm 2003, công ty mua hãng sản xuất tuabin gió NEG Micon (cũng của Đan Mạch) và trở thành hãng sản xuất tuabin gió lớn nhất thế giới, dưới tên Vestas Wind Systems. Sau một năm thua lỗ (2005), Vestas đã hồi phục năm 2006, và tiếp tục nắm 28% thị phần thế giới.
Tháng 2 năm 2009 công ty loan báo sẽ sản xuất hai loại tuabin mới, một V112-3.0 MW và một V100-1.8 MW. Việc sản xuất hai loại tuabin mới này đã bắt đầu và cả hai loại tuabin nói trên sẽ được bán trong năm 2010.

## Các hoạt động
Vestas đã lắp đặt trên 33.500 tuabin gió ở 63 nước trên 5 châu lục. Công ty sử dụng hơn 20.000 nhân viên trên toàn cầu, và đã xây dựng các nhà máy sản xuất tại trên 12 nước. Hiện nay công ty đã mở rộng với các nhà máy sản xuất mới tại Trung quốc, Tây Ban Nha và Hoa Kỳ. Vestas cũng đã loan báo việc mở rộng tổng hành dinh Bắc Mỹ của công ty ở Portland, (Oregon, Hoa Kỳ) từ 350 tới ít nhất 1.200 công nhân vào ngày 1.12.2008. Ngoài ra công ty cũng sử dụng 200 công nhân ở nhà máy sản xuất cánh quạt tại Windsor, Colorado và có kế hoạch tăng thêm 1.400 việc làm ở nhà máy lắp ráp cánh quạt và vỏ bọc động cơ đang được xây dựng gần Brighton, Colorado.
Tuy nhiên, hiện nay Vestas cũng bị ảnh hưởng bởi cuộc khủng hoảng tài chính toàn cầu. Tháng 4 năm 2009 công ty sẽ sa thải 1.900 công nhân, trong đó 1.275 ở Đan Mạch.

## Các sản phẩm
Dưới đây là một số mẫu tuabin gió mới nhất do Vestas sản xuất. Đường kính rotor (tính bằng mét) sau chữ V.
- V47-660 kW
- V52-850 kW
- V66-1.75MW
- V80-1.8MW
- V80-2.0MW
- V82-1.65MW
- V90-2.0MW
- V90-3.0MW
- V100-1.8MW
- V112-3.0MW